# Odain Rose
Odain Rose (ur. 19 lipca 1992 w Port Antonio na Jamajce) – szwedzki lekkoatleta specjalizujący się w biegach sprinterskich.
W 2013 zajął 5. miejsce w biegu na 60 metrów podczas halowych mistrzostw Europy w Göteborgu. Medalista mistrzostw Szwecji oraz reprezentant kraju w meczach międzypaństwowych.

## Osiągnięcia
| Rok  | Impreza                     | Miejsce    | Konkurencja        | Lokata     | Wynik |
| ---- | --------------------------- | ---------- | ------------------ | ---------- | ----- |
| 2011 | Mistrzostwa Europy juniorów | Tallinn    | bieg na 100 metrów | eliminacje | 10,80 |
| 2013 | Halowe mistrzostwa Europy   | Göteborg   | bieg na 60 metrów  | 5. miejsce | 6,62  |
| 2014 | Halowe mistrzostwa świata   | Sopot      | bieg na 60 metrów  | eliminacje | 6,71  |
| 2014 | Mistrzostwa Europy          | Zurych     | bieg na 100 metrów | eliminacje | 10,53 |
| 2015 | Halowe mistrzostwa Europy   | Praga      | bieg na 60 metrów  | półfinał   | 6,74  |
| 2015 | Uniwersjada                 | Gwangju    | bieg na 100 metrów | eliminacje | 10,75 |
| 2016 | Halowe mistrzostwa świata   | Portland   | bieg na 60 metrów  | eliminacje | 6,69  |
| 2017 | Halowe mistrzostwa Europy   | Belgrad    | bieg na 60 metrów  | 4. miejsce | 6,63  |
| 2018 | Halowe mistrzostwa świata   | Birmingham | bieg na 60 metrów  | półfinał   | 6,74  |
| 2019 | Halowe mistrzostwa Europy   | Glasgow    | bieg na 60 metrów  | eliminacje | 6,88  |

## Rekordy życiowe
- bieg na 60 metrów (hala) – 6,62 (2013 i 2016)
- bieg na 100 metrów – 10,30 (2014) / 10,20w (2015)